# Calamus occidentalis
Calamus occidentalis là loài thực vật có hoa thuộc họ Arecaceae. Loài này được Witono & J.Dransf. mô tả khoa học đầu tiên năm 1998.